# Coppa dei Caraibi 1999
La Coppa dei Caraibi 1999 (Caribbean Nations Cup 1999) fu la diciassettesima edizione della Coppa dei Caraibi (l'undicesima con la nuova denominazione), competizione calcistica per nazione organizzata dalla CFU. La competizione si svolse a Trinidad e Tobago dal 3 giugno al 13 giugno 1999 e vide la partecipazione di otto squadre: Brasile under 20 (ospite della manifestazione), Cuba, Giamaica, Grenada, Guadalupa, Haiti, Saint Kitts e Nevis e Trinidad e Tobago. Il torneo valse anche come qualificazione per la CONCACAF Gold Cup 2000.
La CFU organizzò questa competizione come CFU Championship dal 1978 al 1988; dal 1989 al 1990 sotto il nome di Caribbean Championship; dall'edizione del 1991 a quella del 1998 cambiò nome e divenne Shell Caribbean Cup; le edizioni del 1999 e del 2001 si chiamarono Caribbean Nations Cup; mentre dal 2005 al 2014 la competizione si chiamò Digicel Caribbean Cup; nell'edizione del 2017 il suo nome è stato Scotibank Caribbean Cup.

## Formula
- Qualificazioni

Trinidad e Tobago (come paese ospitante), Giamaica (come campione in carica) e Brasile under 20 (come ospite della manifestazione) sono qualificati direttamente.Rimangono 26 squadre per 5 posti disponibili per la fase finale. Le qualificazioni si dividono in due turni:
Primo Turno - 11 squadre, divisi in 5 gruppi (un gruppo composto da tre squadre e quattro gruppi compositi da due squadre): un gruppo gioca partite di sola andata, la prima classificata accede al secondo turno; quattro gruppi giocano playoff di sola andata, le vincenti accedono al secondo turno.
Secondo Turno - 19 squadre, divisi in 5 gruppi, giocano partite di sola andata. Le prime classificate si qualificano alla fase finale.
- Fase finale

Fase a gruppi - 8 squadre, divise in due gruppi da quattro squadre. Giocano partite di sola andata, le prime due classificate si qualificano alle semifinali.
Fase a eliminazione diretta - 4 squadre, giocano partite di sola andata. La vincente si laurea campione CFU. La prima classificata si qualifica alla fase finale della CONCACAF Gold Cup 2000, la seconda qualificata accede ai playoff per la CONCACAF Gold Cup 2000.

## Squadre partecipanti
| Pr. | Squadra             | Data di qualificazione certa | Partecipante in quanto                                           | Partecipazioni precedenti al torneo                                                           | Ultima presenza                            |
| --- | ------------------- | ---------------------------- | ---------------------------------------------------------------- | --------------------------------------------------------------------------------------------- | ------------------------------------------ |
| 1   | Trinidad e Tobago   | -                            | Rappresentativa della nazione organizzatrice della fase finale   | 15 (1978, 1979, 1981, 1983, 1988, 1989, 1990, 1991, 1992, 1993, 1994, 1995, 1996, 1997, 1998) | Giamaica-Trinidad e Tobago 1998            |
| 2   | Giamaica            | 31 luglio 1998               | Rappresentativa della nazione detentrice del titolo              | 8 (1990, 1991, 1992, 1993, 1995, 1996, 1997, 1998)                                            | Giamaica-Trinidad e Tobago 1998            |
| 3   | Brasile under 20    | -                            | Rappresentativa ospite della manifestazione                      | -                                                                                             | Esordiente                                 |
| 4   | Guadalupa           | 14 marzo 1999                | 1º classificato del Gruppo 2 del secondo turno di qualificazione | 6 (1981, 1985, 1988, 1989, 1992, 1994)                                                        | Trinidad e Tobago 1994                     |
| 5   | Haiti               | 21 marzo 1999                | 1º classificato del Gruppo 4 del secondo turno di qualificazione | 5 (1978, 1979, 1994, 1996, 1998)                                                              | Giamaica-Trinidad e Tobago 1998            |
| 6   | Saint Kitts e Nevis | 21 aprile 1999               | 1º classificato del Gruppo 3 del secondo turno di qualificazione | 3 (1993, 1996, 1997)                                                                          | Antigua e Barbuda-Saint Kitts e Nevis 1997 |
| 7   | Grenada             | 8 maggio 1999                | 1º classificato del Gruppo 5 del secondo turno di qualificazione | 3 (1989, 1990, 1997)                                                                          | Antigua e Barbuda-Saint Kitts e Nevis 1997 |
| 8   | Cuba                | 9 maggio 1999                | 1º classificato del Gruppo 1 del secondo turno di qualificazione | 4 (1991, 1992, 1995, 1996)                                                                    | Trinidad e Tobago 1996                     |

Nella sezione "partecipazioni precedenti al torneo", le date in grassetto indicano che la nazione ha vinto quella edizione del torneo, mentre le date in corsivo indicano la nazione ospitante.

## Fase finale

### Fase a gruppi

#### Gruppo A
| Port of Spain 3 giugno 1999            | Trinidad e Tobago | 1 – 0 | Giamaica | Hasely Crawford Stadium |
| \| \| \| \| \| John \| Marcatori \| \| |                   |       |          |                         |
|                                        |                   |       |          |                         |
| John                                   | Marcatori         |       |          |                         |

| Port of Spain 3 giugno 1999               | Grenada   | 2 – 1 | Guadalupa | Hasely Crawford Stadium |
| \| \| \| \| \| Roberts \| Marcatori \| \| |           |       |           |                         |
|                                           |           |       |           |                         |
| Roberts                                   | Marcatori | Gol   |           |                         |

| Port of Spain 5 giugno 1999                                                             | Giamaica  | 5 – 1      | Guadalupa | Hasely Crawford Stadium |
| \| \| \| \| \| Davis 43’ Griffiths 57’ Graham 62’ 74’ 83’ \| Marcatori \| 69’ Didier \| |           |            |           |                         |
|                                                                                         |           |            |           |                         |
| Davis 43’ Griffiths 57’ Graham 62’ 74’ 83’                                              | Marcatori | 69’ Didier |           |                         |

| Port of Spain 5 giugno 1999                                                         | Trinidad e Tobago | 7 – 0 | Grenada | Hasely Crawford Stadium |
| \| \| \| \| \| Prosper 5’ 9’ 41’ Eve 28’ Dwarika 35’ Trotman 48’ \| Marcatori \| \| |                   |       |         |                         |
|                                                                                     |                   |       |         |                         |
| Prosper 5’ 9’ 41’ Eve 28’ Dwarika 35’ Trotman 48’                                   | Marcatori         |       |         |                         |

| Port of Spain 7 giugno 1999                                         | Giamaica  | 2 – 1       | Grenada | Hasely Crawford Stadium |
| \| \| \| \| \| Graham 62’ Fuller 72’ \| Marcatori \| 32’ Roberts \| |           |             |         |                         |
|                                                                     |           |             |         |                         |
| Graham 62’ Fuller 72’                                               | Marcatori | 32’ Roberts |         |                         |

| Port of Spain 7 giugno 1999                                        | Trinidad e Tobago | 3 – 2      | Guadalupa | Hasely Crawford Stadium |
| \| \| \| \| \| Prospar Mason 84’ 90’ \| Marcatori \| Damas-Agis \| |                   |            |           |                         |
|                                                                    |                   |            |           |                         |
| Prospar Mason 84’ 90’                                              | Marcatori         | Damas-Agis |           |                         |

| Pos | Squadra           | P.ti | G | V | N | P | GF | GS | DR |
| --- | ----------------- | ---- | - | - | - | - | -- | -- | -- |
| 1   | Trinidad e Tobago | 9    | 3 | 3 | 0 | 0 | 11 | 2  | +9 |
| 2   | Giamaica          | 6    | 3 | 2 | 0 | 1 | 7  | 3  | +4 |
| 3   | Grenada           | 3    | 3 | 1 | 0 | 2 | 3  | 10 | -7 |
| 4   | Guadalupa         | 0    | 3 | 0 | 0 | 3 | 4  | 10 | -6 |

Trinidad e Tobago e Giamaica qualificate alle semifinali.

#### Gruppo B
| Tunapuna 4 giugno 1999                                                   | Cuba      | 3 – 1       | Haiti | Marvin Lee Stadium |
| \| \| \| \| \| Marten 28’ 50’ Alvarez 40’ \| Marcatori \| 12’ Tardieu \| |           |             |       |                    |
|                                                                          |           |             |       |                    |
| Marten 28’ 50’ Alvarez 40’                                               | Marcatori | 12’ Tardieu |       |                    |

| Tunapuna 4 giugno 1999 | Brasile | 5 – 0 | Saint Kitts e Nevis | Marvin Lee Stadium |

| Tunapuna 6 giugno 1999                                | Haiti     | 2 – 0 | Saint Kitts e Nevis | Marvin Lee Stadium |
| \| \| \| \| \| Vorbe 16’ Chevalier \| Marcatori \| \| |           |       |                     |                    |
|                                                       |           |       |                     |                    |
| Vorbe 16’ Chevalier                                   | Marcatori |       |                     |                    |

| Tunapuna 6 giugno 1999                    | Brasile   | 0 – 1   | Cuba | Marvin Lee Stadium |
| \| \| \| \| \| \| Marcatori \| Alvarez \| |           |         |      |                    |
|                                           |           |         |      |                    |
|                                           | Marcatori | Alvarez |      |                    |

| Tunapuna 8 giugno 1999                    | Brasile   | 3 – 4   | Haiti | Marvin Lee Stadium |
| \| \| \| \| \| \| Marcatori \| Tardieu \| |           |         |       |                    |
|                                           |           |         |       |                    |
| Gol · Gol · Gol                           | Marcatori | Tardieu |       |                    |

| Tunapuna 8 giugno 1999                            | Cuba      | 2 – 0 | Saint Kitts e Nevis | Marvin Lee Stadium |
| \| \| \| \| \| Alvarez 36’ 87’ \| Marcatori \| \| |           |       |                     |                    |
|                                                   |           |       |                     |                    |
| Alvarez 36’ 87’                                   | Marcatori |       |                     |                    |

| Pos | Squadra             | P.ti | G | V | N | P | GF | GS | DR |
| --- | ------------------- | ---- | - | - | - | - | -- | -- | -- |
| 1   | Cuba                | 7    | 3 | 2 | 1 | 0 | 5  | 3  | +2 |
| 2   | Haiti               | 6    | 3 | 2 | 0 | 1 | 8  | 4  | +4 |
| 3   | Brasile under 20    | 4    | 3 | 1 | 1 | 1 | 8  | 5  | +3 |
| 4   | Saint Kitts e Nevis | 0    | 3 | 0 | 0 | 3 | 0  | 9  | -9 |

Cuba e Haiti qualificate alle semifinali.

### Fase a eliminazione diretta

#### Tabellone
|  | Semifinali        | Semifinali        | Semifinali |      |                   | Finale            | Finale          | Finale          |  |
|  |                   |                   |            |      |                   |                   |                 |                 |  |
|  | Cuba              | Cuba              | 2          |      |                   |                   |                 |                 |  |
|  | Cuba              | Cuba              | 2          |      |                   |                   |                 |                 |  |
|  | Giamaica          | Giamaica          | 0          |      |                   |                   |                 |                 |  |
|  | Giamaica          | Giamaica          | 0          |      | Trinidad e Tobago | Trinidad e Tobago | 2               |                 |  |
|  |                   |                   |            |      | Trinidad e Tobago | Trinidad e Tobago | 2               |                 |  |
|  |                   |                   | Cuba       | Cuba | 1                 |                   |                 |                 |  |
|  | Trinidad e Tobago | Trinidad e Tobago | Cuba       | Cuba | 1                 | 6                 |                 |                 |  |
|  | Trinidad e Tobago | Trinidad e Tobago |            |      |                   | 6                 |                 |                 |  |
|  | Haiti             | Haiti             | 1          |      |                   | Finale 3º posto   | Finale 3º posto | Finale 3º posto |  |
|  | Haiti             | Haiti             | 1          |      |                   |                   |                 |                 |  |
|  |                   |                   |            |      |                   |                   |                 |                 |  |
|  |                   |                   |            |      |                   | Giamaica          | Giamaica        | -               |  |
|  |                   |                   |            |      |                   | Giamaica          | Giamaica        | -               |  |
|  |                   |                   |            |      |                   | Haiti             | Haiti           | -               |  |

#### Semifinali
| Port of Spain 19 giugno 1999                                     | Cuba      | 2 – 0 | Giamaica | Hasely Crawford Stadium |
| \| \| \| \| \| Gandara 55’ (rig.) Alvarez 89’ \| Marcatori \| \| |           |       |          |                         |
|                                                                  |           |       |          |                         |
| Gandara 55’ (rig.) Alvarez 89’                                   | Marcatori |       |          |                         |

| Port of Spain 11 giugno 1999                                                                           | Trinidad e Tobago | 6 – 1     | Haiti | Hasely Crawford Stadium |
| \| \| \| \| \| Dwarika 19’ Eve Andrews 56’ Trotman 82’ Mason 86’ John 89’ \| Marcatori \| Chevalier \| |                   |           |       |                         |
| |                   |           |       |                         |
| Dwarika 19’ Eve Andrews 56’ Trotman 82’ Mason 86’ John 89’                                             | Marcatori         | Chevalier |       |                         |

#### Finale 3º posto
| Port of Spain 13 giugno 1999 | Giamaica | – | Haiti | Hasely Crawford Stadium |

NB: incontro non giocato a causa delle avverse condizioni meteorologiche

#### Finale
| Port of Spain 13 giugno 1999                                           | Trinidad e Tobago | 2 – 1 (d.t.s.) | Cuba | Hasely Crawford Stadium |
| \| \| \| \| \| Rougier 66’ John 119’ (gg) \| Marcatori \| 88’ Prado \| |                   |                |      |                         |
|                                                                        |                   |                |      |                         |
| Rougier 66’ John 119’ (gg)                                             | Marcatori         | 88’ Prado      |      |                         |

Trinidad e Tobago qualificato per la CONCACAF Gold Cup 2000. Cuba accede ai playoff per la CONCACAF Gold Cup 2000.